# Indiile de Est

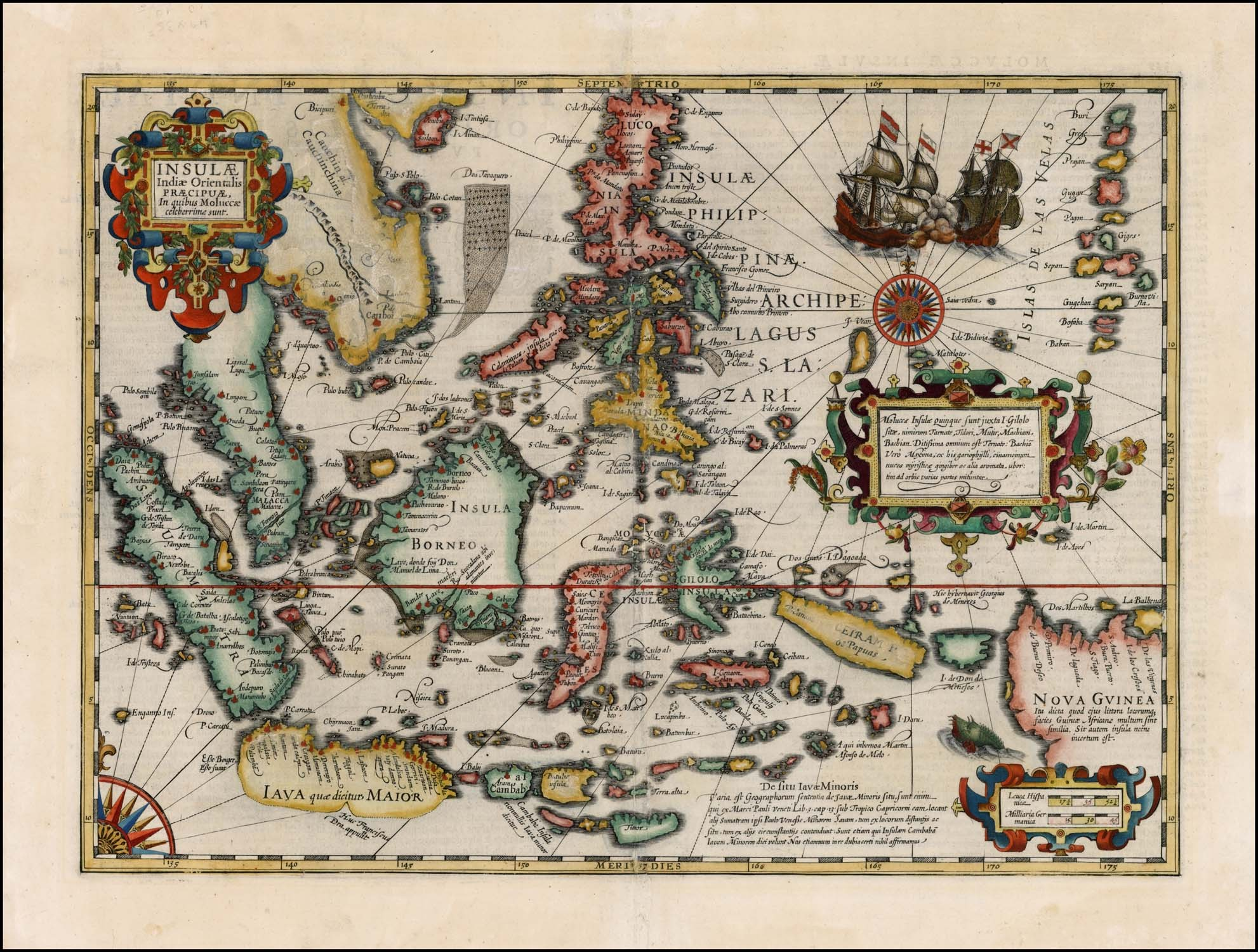
O hartă din 1606 a Indiilor de Est

Indiile de Est (sau pur și simplu Indiile) este un termen folosit în narațiunile istorice din perioada marilor descoperiri. Indiile se referă la diferite ținuturi din est sau emisfera estică, în special insulele și continentele găsite în și în jurul Oceanului Indian de către exploratorii portughezi, la scurt timp după ce a fost descoperită Ruta Capului. În zilele noastre, acest termen este folosit pe scară largă pentru a se referi la Arhipelagul Malaezian, care cuprinde astăzi Arhipelagul Indonezian, Borneo Malaezian, Arhipelagul Filipinez și Noua Guinee. Din punct de vedere istoric, termenul a fost folosit în epoca marilor descoperirilor pentru a se referi la coastele maselor de uscat care cuprind subcontinentul indian și Peninsula Indochineză împreună cu Arhipelagul Malaezian.